# 日無光心慌慌
《日無光心慌慌》（英語：Daylight's End）是一部2016年美國動作恐怖片，由威廉·考夫曼執導，查德·洛（Chad Law）編劇，強尼·史壯及蘭斯·漢里克森領銜主演。電影講述被嗜血突變人佔領的後末日世界中，一名企圖復仇的漂泊者來到一間廢棄警局，加入了在此庇護的倖存者行列，共同為生存殺出血路。
《日無光心慌慌》主要在德克薩斯州達拉斯拍攝；2016年4月16日在達拉斯國際電影節上首映，2016年8月26日在美國有限上映。

## 劇情
一種神祕瘟疫席捲世界，將大多數人類突變成無法在陽光下生存的嗜血屍人，文明為此崩塌，只有少數人倖存。漂泊者湯瑪士·洛克前往一座小鎮，名為薩曼·謝里丹的女子和其他倖存者在此受到掠奪者襲擊。薩曼的同夥全數陣亡後，洛克殺光了掠奪者並搭救了薩曼。
薩曼指示洛克前往德克薩斯州達拉斯，她的許多倖存者同夥都是警察，在一座廢棄警局庇護，他們甚至有自來水和電力。當他們到達警局時，太陽下山，屍群現身追逐他們。正當他們撤退到地下車庫時，洛克目睹了被稱為「首領」的突變人也在場。洛克受到警方的訊問，透露自己是從紐約市一路開車過來。他們的領袖法蘭克·希爾對洛克產生了懷疑，沒收了他的武器，並將他關在牢房裡過夜。薩曼透露，她的團隊設法找到了一架貨機，倖存者計劃利用此飛機前往下加利福尼亞州另一個更大的倖存者庇護所；他們決定明早就出發。
夜裡，一些突變人設法闖入警局並殺死了一些倖存者，迫使洛克從牢房中出來反擊。第二天早上，倖存者震驚地發現警察局地下停車場的入口被幾名廢棄車輛封住。他們推斷，「首領」正在領導著屍群。倖存者計劃找到盡可能多的車輛，載他們到飛機上，但洛克建議直接攻擊屍群的據點：幾個街區外的一家廢棄飯店，一旦首領死亡，剩餘的突變人便會為了領導權而自殺殘殺，讓倖存者有足夠的時間逃脫。
洛克、法蘭克之子伊森、克里斯、法拉德和德魯自願前往飯店，他們發現屍群都在飯店地下室睡覺，計劃在地下室入口放置炸彈殺死屍群，但首領伏擊了他們，喚醒了屍群。經過一番激烈交戰，洛克以外的人都被殺害，洛克跑回警察局，屍群追趕在後。洛克回到警察局，屍群隨之襲擊建築。多名倖存者遭殺害，剩餘的人封住了門。薩曼發現洛克執意追捕首領，洛克稱首領把妻子凱蒂轉化，迫使自己殺死了凱蒂，於是自己踏上尋找首領的復仇之旅。倖存者們開始對抗突破防線的屍群，包含法蘭克在內的許多人罹難。洛克與首領對峙，但不敵對方的力量而選擇撤退。洛克站在門口，讓首領衝向他，洛克打開了門，讓他們都滾到頂樓的戶外，首領死於陽光之下。
此區域的屍群全數殲滅後，剩餘的倖存者登上前往飛機的一輛巴士。洛克拒絕薩曼的同行提議，而是將車開往巴士反方向的道路。

## 演員
- 強尼·史壯飾演湯瑪士·洛克（Thomas Rourke）
- 蘭斯·漢里克森飾演法蘭克·希爾（Frank Hill）
- 路易斯·曼迪勒飾演伊森·希爾（Ethan Hill）
- 海金·凱-卡辛（英语：Hakeem Kae-Kazim）飾演克里斯（Chris）
- 克日什托夫·索斯亞斯基（英语：Krzysztof Soszynski）飾演首領（The Alpha）
- 克里斯·卡森（英语：Chris Kerson）飾演杜根（Dugan）
- 雀兒喜·艾德蒙森（Chelsea Edmundson）飾演薩曼·謝里丹（Sam Sheridan）
- 桑尼·普茲卡斯（Sonny Puzikas）飾演法拉德（Vlad）
- 蓋瑞·凱恩斯（Gary Cairns）飾演德魯（Drew）
- 馬克·漢森（Mark Hanson）飾演波頓（Burton）
- 海瑟·卡夫卡（英语：Heather Kafka）飾演艾妮絲塔（Earnesta）
- 布蘭登·史雷格（英语：Brandon Slagle）飾演文斯（Vince）
- E·K·斯皮拉（E.K. Spila）飾演畢夏（Bishop）
- 查德·洛（Chad Law）飾演威斯頓（Weston）
- 泰瑞·多蒂（英语：Terri Doty）飾演新聞播報員（未掛名）

## 製作
《日無光心慌慌》的劇本查德·洛（Chad Law）編寫。電影主要在德克薩斯州達拉斯拍攝，取景地還包括礦泉井城和泰勒。影響本片的作品包括電影《攻擊13號警局》（1976年）、《衝鋒飛車隊》（1981年）、《28天毀滅倒數》（2002年）和小說《我是傳奇》（1954年）。

## 發行
《日無光心慌慌》2016年4月16日在達拉斯國際電影節上首映。垂直娛樂負責美國發行，將電影定檔2016年8月26日有限上映。有限上映票房為1.1萬美元，家用媒體收入超過10萬美元。

## 外部連結
- 互联网电影数据库（IMDb）上《日無光心慌慌》的资料（英文）
- 爛番茄上《日無光心慌慌》的資料（英文）
- Box Office Mojo上《日無光心慌慌》的資料（英文）
- TCM电影资料库上《日無光心慌慌》的资料（英文）